# Lhuis
Lhuis è un comune francese di 892 abitanti situato nel dipartimento dell'Ain della regione dell'Alvernia-Rodano-Alpi.

## Storia

### Simboli
Il comune ha ripreso come proprio emblema il blasone della famiglia de Grolée.

## Società

### Evoluzione demografica
Abitanti censiti